# Melanoptilon satellitia
Melanoptilon satellitia är en fjärilsart som beskrevs av W. Warren 1897. Melanoptilon satellitia ingår i släktet Melanoptilon och familjen mätare. Inga underarter finns listade i Catalogue of Life.